# Internationaler Tag der Epidemievorsorge
Der Internationale Tag der Epidemievorsorge findet seit seiner Deklaration durch die Generalversammlung der Vereinten Nationen am 13. November 2020 jährlich am 27. Dezember statt.
Er dient laut UN zur Ermutigung jedes Einzelnen, jeder Institution und jeder Regierung, den Internationalen Tag jährlich

„... in angemessener Weise und im Einklang mit den nationalen Gegebenheiten und Prioritäten durch Bildungs- und Sensibilisierungsmaßnahmen zu begehen, um die Bedeutung der Prävention von, der Vorbereitung auf und der Partnerschaft gegen Epidemien hervorzuheben.“

Den Anstoß, diesem Thema einen eigenen Tag zu widmen, gaben die Erfahrungen mit der COVID-19-Pandemie, die 2020 die gesamte Welt beschäftige. Die Weltgesundheitsorganisation sowie Regierungen vieler Staaten betonten, dass „widerstandsfähige Gesundheitssysteme benötigt werden, die diejenigen erreichen, die gefährdet sind oder sich in gefährdeten Situationen befinden.“ Auch bestehe „ein großer Bedarf an Sensibilisierung, dem Austausch von Informationen, wissenschaftlichen Erkenntnissen und bewährten Praktiken, qualitativ hochwertiger Bildung und an Programmen zur Förderung von Epidemien auf lokaler, nationaler, regionaler und globaler Ebene als wirksame Maßnahmen zur Prävention und Reaktion auf Epidemien.“
Repräsentanten vieler Länder und Regionen begrüßten die zusätzliche Aufmerksamkeit, die die Beachtung dieses internationalen Tages ihren Bemühungen um die Eindämmung der COVID-19-Epidemie bot. Sie erhofften sich eine Verbesserung ihrer Reaktionsfähigkeit in der Zukunft, um für künftige Herausforderungen besser gerüstet zu sein.